# خورخي أدريان سوسا
خورخي أدريان سوسا (بالإسبانية: Jorge Adrián Sosa)‏ هو لاعب كرة قدم مكسيكي، ولد في 16 يوليو 1968. لعب مع نادي باتشوكا.